# Die unglaublichen Abenteuer des Guru Jakob
Die unglaublichen Abenteuer des Guru Jakob ist ein im Herbst 1982 entstandenes, deutsches Kinolustspiel von Franz Marischka mit Zachi Noy und Thomas Ohrner in den Hauptrollen.

## Handlung
Jakob Feierabend hat es bei seiner Jobsuche nicht eben leicht. Überall wo sich der gedrungene, korpulente, junge und auch ein wenig tumbe Mann um Arbeit bemüht, wird er abgewiesen. Der Grund ist sein Nachname, denn oftmals wird angenommen, dass dieser quasi Jakobs Arbeitsethos entspricht. Auch seinen Job als Kellner in einem China-Restaurant ist er bald wieder los, da er selbiges gründlich ruiniert hat, und als Vertreter für Damenunterwäsche macht Jakob gleichfalls keine gute Figur. Die grüne Witwe Clothilde Rieker verwirrt ihn mit ihrer beträchtlichen und kaum verhüllten Oberweite, sodass Jakob, anstatt etwas zu verkaufen, bald mit der üppigen Blondine im Bett landet. Als dann auf einmal Clothildes Gatte heimkehrt, greift Jakob sich, nackt wie er ist, das nächstbeste Stück Stoff dessen er habhaft werden kann. Dies ist nun ausgerechnet das orangefarbene Betttuch unter dem er und Clothilde sich vergnügt hatten und mit dem er, mühsam bedeckt, vor dem eifersüchtigen Göttergatten flieht. 
So ungewöhnlich eingekleidet, hält man Jakob, der entlang der Landstraße in Richtung des Örtchens Moosbrunn pilgert, für einen Guru, einen „heiligen Mann“, dessen Ankunft in einer Lokalzeitung angekündigt wurde und der von seiner Anhängerschaft sehnsüchtig erwartet wird. Man breitet ihm den roten Teppich aus, trägt ihn auf einem sänftenartigen Gestell umher und huldigt ihm. Auf Einladung von Herrn Wedel, dem Vertreter des Bürgermeisters, residiert „Guru Jakob“ im pompösen Schloss der Gräfin Falkenberg. Jakobs Freund Tommy, finanziell nicht minder klamm als Jakob dafür aber bauernschlau, hat eine glänzende Idee, mit der er sie beide endlich aus ihren ewigen Finanznöten heraushelfen könnte: Warum soll man an diesen hingebungsvollen Guru-Jüngern nicht ordentlich verdienen? Gesagt, getan. Die „Gläubigen“ öffnen ihre Herzen und Brieftaschen, und Tommy als gewitzter Manager des angeblich „heiligen Mannes“, macht zum ersten Mal richtig Kasse. Auch die Liebe kommt für Tommy in Gestalt der hübschen brünetten Susi in dieser Geschichte nicht zu kurz.
Doch bald bricht der schöne Schein in sich zusammen. Jakob, der als wahrer „Jobkiller“ in kürzester Zeit 15-mal in seiner jeweiligen Arbeitsstelle versagt hatte, ist nun bald auch in überregionalen Zeitungen ein Thema, Abbildung inklusive. Dies bekommt ausgerechnet der Karate-Champion King-Fu mit, dessen Chinarestaurant von dem tollpatschigen Jakob einst ruiniert wurde. Der findet, dass es Zeit wird mit diesem Trampel und Schein-„Heiligen“ abzurechnen. Jakob indes gefällt seine neue Rolle immer besser, und anders als Tommy, der in erster Linie seine eigene Kasse im Sinn hat, will Jakob in Moosbrunn wirklich Gutes tun. Schließlich treffen all diejenigen, die mit Jakob noch ein Hühnchen zu rupfen haben, in dem verschlafenen Kaff ein, und es kommt zu einem turbulenten und farbenfrohen Finale in einer Lackfabrik, die wie so manch andere seiner „Wirkungsstätte“ zuvor, die Jakob mit seiner Anwesenheit beglückt hatte, in ihre Einzelteile zerlegt wird.

## Produktionsnotizen
Die unglaublichen Abenteuer des Guru Jakob wurde in der zweiten Jahreshälfte 1982 in Bayern gedreht und lief am 14. Juli 1983 in den deutschen Kinos an.
Der bayerische Schauspielveteran Beppo Brem gab hier seine Abschiedsvorstellung in einem Kinofilm.

## Kritiken
„Franz Marischka hat für seine Besetzung zum lustigen Spiel um das, was gemeinhin mit ‚deutscher Kino-Humor‘ bezeichnet wird, all das auf die Leinwand geholt was für ihn wohl eine Garantie für Lacher darstellt: vom israelischen ‚Himbeereis‘-Komiker Zachi Noy bis Wolfgang Fierek, der sich bei Lemke schon lange nicht mehr verhaspelt hat.“

„Neben dem dauernd dämlich grinsenden Tommi Ohrner bevölkern die üblichen Verdächtigen wie Wolfgang Fierek und Sibylle Rauch das brummdoofe Lustspiel.“

„Zwei Jugendliche auf Arbeits- und Frauensuche verwirren ein bayerisches Dorf, in dem man einen der beiden für einen kapitalkräftigen Guru hält. Ein billiges, oberflächliches Routineprodukt, das aktuelle Schlager mit dem Provinzialismus altbackener Heimatfilme verbindet und ungeniert die Sektenproblematik ausschlachtet.“